# Harry S. Truman Building

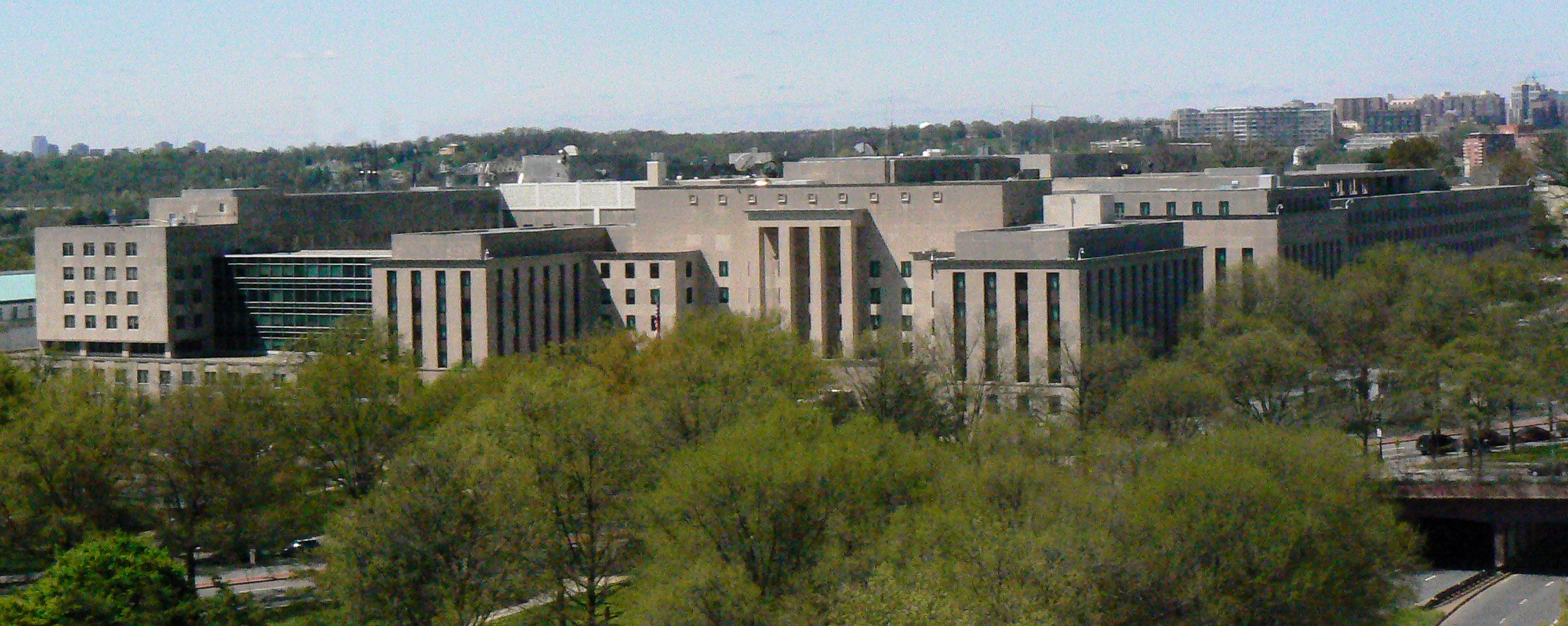
Übersicht über die Ostseite des Komplexes

Das Harry S. Truman Building, gestaltet im Stil des reduzierten Klassizismus, ist der Hauptsitz des US-amerikanischen Außenministeriums in der 2201 C Street NW in Washington, D.C. und der Amtssitz des US-Außenministers.
Nach dem Ersten Weltkrieg war das Eisenhower Executive Office Building zu klein für die Außen-, Marine- und Kriegsministerien geworden. Zunächst wurde das Harry S. Truman Building als neuer Amtssitz für das Kriegsministerium von 1939 bis 1941 gebaut, dann aber nicht von diesem bezogen, weil es abermals zu klein war. Stattdessen zog das Kriegsministerium in das von 1941 bis 1943 errichtete Pentagon.
Als das Außenministerium einzog, hatte das Gebäude eine Bürofläche von etwa 52.000 m². Zwischen 1958 und 1960 wurde es um neue Flügel an der West- und Südseite erweitert und hat seitdem eine Bürofläche von etwa 139.000 m². Der als Old War bezeichnete alte Gebäudeteil wurde in Marshall Wing nach George C. Marshall umbenannt. Seit 2003 wird das gesamte Gebäude in einem auf eine Laufzeit von 12 Jahren aufgelegten Programm renoviert.
Im September 2000 wurde das drittgrößte Bundesgebäude Washingtons, das vorher als Main State Building bekannt war, nach dem ehemaligen Präsidenten Harry S. Truman benannt.